# أرماند كلوتير
أرماند كلوتير هو سياسي كندي، ولد في 31 ديسمبر 1901 في مانشستر في الولايات المتحدة، وتوفي في 14 فبراير 1982 في مونتريال في كندا. نشط حزبياً في الحزب الليبرالي الكندي. وقد انتخب عضو مجلس العموم الكندي.